# Capitol-Reef-Nationalpark
Der Capitol-Reef-Nationalpark in Utah wurde am 18. Dezember 1971 eingerichtet, nachdem er bereits am 2. August 1937 zum National Monument ernannt worden war. Der Name stammt von einem Gebiet in der Nähe des Fremont River, das die ersten Pioniere an ein Riff erinnerte. Im 19. Jahrhundert gründeten mormonische Siedler den Ort Fruita.
Kernstück des Nationalparks ist die Waterpocket Fold, eine über 150 km lange geologische Formation, die sich in Nord-Süd-Richtung erstreckt. Die ursprünglich horizontalen Bodenschichten, die aus Sedimenten entstanden, wurden bei der Anhebung des
Colorado-Plateaus leicht geneigt und gebogen. Durch Erosion entstand dann die heutige 'Falte', die ähnlich einer Verwerfung markante Trennlinien zwischen den geologischen Schichten aufweist. Im Park gibt es ein gut ausgebautes Wanderwegnetz.

## Geschichte
Schon Indianer der Fremont-Kultur lebten 700 n. Chr. entlang des Fremont Rivers. Sie teilten sich ihr Gebiet mit den im Süden lebenden Anasazi. Die Fremont Indianer waren Jäger und Sammler, außerdem bauten sie Mais, Bohnen und Kürbisse an. Aus unbekannten Gründen verschwand das Volk ca. 1250 n. Chr. und hinterließ nur Felsmalereien und Ritzzeichnungen. Nomadische Ute- und Paiute-Indianer jagten Jahre später im Gebiet des heutigen Capitol-Reef-Nationalparks. Ende des 19. Jahrhunderts begannen erste Pioniere und Forscher in das Gebiet des Fremont Rivers vorzudringen. Wer in das Tal wollte, musste zur damaligen Zeit die Fremont Gorge nehmen. Dies war eine enge und steinige Reiseroute, die durch die Felsspalte führte. An einer Stelle der Route, einer Gesteinswand, Pionierregister genannt, sind die Namen von Pionieren, Siedlern und Bergleuten zu lesen, welche ab 1871 durch die Schlucht zogen. Um 1900 entstand der erste Ort, Fruita, an den Ufern des Fremont Rivers. Die Siedler bewässerten den fruchtbaren Boden geschickt und ermöglichten so den Obstanbau. Fruita wurde daraufhin für die Qualität seines Obstes bekannt. Das Tal wurde häufig von Überschwemmungen heimgesucht, die aber keine großen Zerstörungen anrichteten. 1937 wurde das Gebiet um den Fremont River zum Capitol Reef National Monument. Danach verließen die Bauern mit ihren Familien allmählich Fruita.

## Zugang
Vom Interstate 70 führt der Utah Highway 24 zum östlichen Eingang des Parks.

## Wege des Parks
- Fremont River & Scenic Drive
- Burr Trail Road
- Cathedral Valley Loop
- Hickman Bridge Trail

## Sehenswürdigkeiten
- Waterpocket Fold
- Fremont River